# كورا إي.
كورا إي. (بالألمانية: Cora E.)‏ هي مغنية ألمانية، ولدت في 1968 في كيل في ألمانيا.

## وصلات خارجية
- كورا إي. على موقع ميوزك برينز (الإنجليزية)
- كورا إي. على موقع أول ميوزيك (الإنجليزية)
- كورا إي. على موقع ديسكوغز (الإنجليزية)